# 61-es busz (Pécs)
A pécsi 61-es jelzésű autóbusz a Kertváros autóbusz-állomás és a Malomvölgyi úti lakótelep kapcsolatát látja el.

## Története
A járat 1984. november 26-án indult a Malomvölgyi városrészbe 18-as jelzéssel a Nevelési Központtól. 1987. január 1-jétől új számozási rendszer keretén belül kapta máig is érvényes 61-es jelzését. 2006. szeptember 1-jétől a járat végállomása megváltozott, az összevont Kertváros nevű végállomásra került, amely a Sztárai Mihály úton található.

## Útvonala
| Kertváros → Malomvölgyi út                                                             | Malomvölgyi út → Kertváros                                                             |
| -------------------------------------------------------------------------------------- | -------------------------------------------------------------------------------------- |
| Kertváros vá. – Sztárai Mihály út – Nagy Imre út – Malomvölgyi út – Malomvölgyi út vá. | Malomvölgyi út vá. – Malomvölgyi út – Nagy Imre út – Sztárai Mihály út – Kertváros vá. |

## Megállóhelyei
| 61 (Kertváros – Malomvölgyi út) |                           |          | |               |
| Perc (↓)                        | Megállóhely               | Perc (↑) | Megállóhelyet érintő járatok                                                                                     | Létesítmények |
| 0                               | Kertváros végállomás      | 6        | 3, 3E, 6, 6E, 22, 23, 23Y, 24, 55, 61, 62, 103, 121, 130, 130A · Helyközi autóbuszok                             |               |
| 2                               | Csontváry utca            | 4        | 1, 3, 3E, 6, 6E, 7, 7Y, 22, 23, 23Y, 24, 55, 60, 60A, 60Y, 61, 62, 73, 73Y, 103, 107E, 109E, 121, 130, 130A, 142 |               |
| 4                               | Eszék utca                | 2        | 1, 7, 7Y, 61, 73, 73Y, 107E                                                                                      |               |
| 5                               | Derék-réti út             | 1        | 1, 7, 7Y, 61, 73, 73Y, 107E                                                                                      |               |
| 7                               | Malomvölgyi út végállomás | 0        | 1, 7, 7Y, 61, 73, 73Y, 107E                                                                                      |               |